# Língua pãi-taviterã
O pãi-taviterã é uma língua tupi-guarani falada por cerca de quinze mil pessoas da etnia indígena pãi-taviterã na área leste do Paraguai, e na área nordeste da Argentina, na província de Misiones, e nos departamentos paraguaios de Canindeyú, Amambay, Concepción e San Pedro. A língua tem uma semelhança lexical de 70% com a língua caiouá, falada na Argentina, Paraguai e no Brasil. Entre os pãi-taviterãs, o uso da linguagem está a deslocar-se em direção à língua guarani. A língua utiliza o alfabeto latino.